# Каюшкина, Марина Ивановна
Марина Ивановна Каюшкина, в замужестве Соломатова (21 июля 1928 года, село Матренино, Нижегородская губерния — 3 октября 1996 года, Заволжье, Городецкий район, Нижегородская область) — колхозница, Герой Социалистического Труда (1949).

## Биография
Родилась 21 июля 1928 года в крестьянской семье в селе Матренино Нижегородской губернии (сегодня — Чкаловский район Нижегородской области). В 1941 году вступила в колхоз «Путь Ленина» Чкаловского района. В 1945 году была назначена звеньевой льноводческого звена. На этой должности проработала до 1951 года.
В 1948 году льноводческое звено под руководством Марины Каюшкиной собрало по 10,7 центнера волокна льна и 5,3 центнеров семян льна с каждого гектара с участка площадью 3,5 гектраров. За этот доблестный труд она была удостоена в 1949 году звания Героя Социалистического Труда.
В 1951 году поступила на обучение в школу по подготовке руководящих колхозных кадров, которую закончила в 1954 году. Потом работала бригадиром полеводческой бригады в колхозе «Путь Ленина».
В 1959 году переехала в город Заволжье Городецкого района, где стала работать на Заволжском моторном заводе. Избиралась депутатом Городецкого районного совета народных депутатов. В 1978 году вышла на пенсию.
Скончалась 3 октября 1996 года и была похоронена на сельском кладбище деревни Кузнецово Чкаловского района Нижегородской области.

## Награды
- Герой Социалистического Труда — указом Президиума Верховного Совета СССР от 9 апреля 1949 года (медаль № 3278);
- Орден Ленина (1949);
- Орден Трудового Красного Знамени.